# Nevess csak!
A Nevess csak! (másik ismert címén Nevess tovább!, eredeti címén Just for Laughs: Gags ill. Juste pour rire: Gags) egy kanadai kandikamerás (rejtett kamerás) műsor. Pierre Girard és Jacques Chevalier készítették. A Just for Laughs eredetileg egy kanadai komédia fesztivál neve, a "Gags" szót csak a megkülönböztetés végett tették a cím végére.

## Cselekmény
A sorozatban különféle módon tréfálják meg az ártatlan és mit sem sejtő embereket. Minden jelenet elején a tréfát eljátszó színészek röviden megmutatják a tréfa lényegét, majd megkérik a gyanútlanul körülöttük sétálgató embereket, hogy hajtsanak végre egy adott cselekményt, hogy megtörténhessen a poén (például két kisfiú megkéri az utca emberét, hogy rúgjon nekik egy focilabdát, az ember megteszi, és kinyílik egy csatornafedő, és a focilabda arcon találja az ott rejtőző munkást, stb.) Végül a színészek megmutatják az "áldozatoknak", hogy az egész csak egy tréfa, és együtt belenevetnek a kamerába.

## Közvetítés, általános tudnivalók
Az eredeti sorozatot Kanadában forgatták, főleg Montréalban és Québec-ben, de létezik egy egyesült királyságbeli verzió is, amelyet származásához hűen Angliában forgattak. A téma hasonló a korábban készült amerikai Candid Camera sorozathoz, illetve a magyar Kész átverés című produkcióhoz. 
A sorozat kabalafigurája egy Victor nevű, zöld színű ördög, aki a tréfák között feltűnik, bejátssza a következő jelenetet, illetve az epizódok végén elsírja magát, hogy "Mommy, it's over!" (Mama, vége van!), ez inkább azonban csak a régi epizódok sajátosságai voltak. Victor a műsor logóján is feltűnik. Victor a fesztivál kabalája is. Külföldön 2000. december 26. óta vetítik. Eddig 19 évadot élt meg, és 2000-en túl vannak az epizódok számai. Magyarországon 2006-ban a Viasat3 mutatta be. 30 perces egy epizód (fél órás). Két DVD is készült a sorozatból.